# آندری کانچلسکیس
آندری آنتاناسوویچ کانچلسکیس (روسی: Андрей Антанасович Канчельскис; انگلیسی: Andrei Antanasovich Kanchelskis; اوکراینی: Андрій Антанасович Канчельскіс; لیتوانیایی: Andrėjus Kančelskis) بازیکن فوتبال بازنشسته و مربی فوتبال اهل روسیه است.